# Вооружённые силы Восточного Тимора
Вооружённые силы Восточного Тимора (тетум Forcas Defesa Timor Lorosae, порт. Forças de Defesa de Timor Leste, дословно — «Восточнотиморские силы обороны»; часто также именуются «F-FDTL», где первая F означает «ФАЛИНТИЛ» — вооружённое крыло партии ФРЕТИЛИН, боровшейся за независимость страны) — совокупность вооружённых подразделений, ответственных за защиту Восточного Тимора. F-FDTL были созданы в феврале 2001 года и состоят из двух небольших пехотных батальонов, нескольких военно-морских единиц и нескольких вспомогательных подразделений.
Основой задачей F-FDTL является защита Восточного Тимора от внешних угроз. Они также имеют задачей обеспечение внутренней безопасности, выполняя её совместно с Национальной полицией Восточного Тимора (PNTL). Это пересечение привело к напряжённости в отношениях между этими силами, которая была обострена также низким моральным духом и отсутствием дисциплины в рядах F-FDTL.
Проблемы в F-FDTL вышли на первый план в 2006 году, когда почти половина их личного состава подали в отставку после протестов против дискриминации и плохих условий службы. Отставки способствовали общему краху и F-FDTL и PNTL в мае того же года и вынудили правительство запросить ввода в страну иностранных миротворцев для восстановления безопасности. F-FDTL в настоящее время восстановлены благодаря иностранной помощи, разработан долгосрочный план развития этих вооружённых сил.